# When Can I See You Again?
"When Can I See You Again?" je píseň amerického syntpopového projektu Owl City, která byla složena pro americký animovaný film Raubíř Ralf od Walt Disney Animation Studios z roku 2012 a objevuje se tedy na soundtracku k filmu "Wreck-It Ralph: Original Motion Picture Soundtrack".
Byla napsaná a produkovaná Adamem Youngem, kterému pomáhali napsat text Matt Thiessen a Brian Lee.

## Informace
"When Can I See You Again?" je rychlá, dance-popová a synthpopová píseň plná rytmického bubnování, třpytivých synthů, zvuků zvonkohry a houslí. V kombinaci se svěžím hlasem Adama Younga tak tvoří pohodovou a optimistickou atmosféru.
Adam pro AOL Music řekl: "Jako dítě jsem byl velkým fanouškem animovaných Disney filmů, tak pro mě byla opravdová čest napsat 'When Can I See You Again?' pro film Raubíř Ralf. Byla to pro mne výzva dostát odkazu Disney. Byla to zábava."
Skladba byla také použita pro průvod Disneyland's Paint the Night Parade v Disneylandu v Hongkongu v říjnu 2014. Jen byla upravena do kantonské čínštiny.
25. března 2015 Adam na Facebooku zveřejňuje krátkou ukázku z písně píše, že si jej Disney najali pro jejich nový elektrický průvod a že to, co vytvořil zní a vlastně i je "When Can I See You Again", jen je to upraveno tak, aby se lépe hodilo pro Paint the Night parade v zábavních Disney parcích po celém světě. "Chtěl jsem přepsat kostru, abych zachytil pocit očekávání a údivu na začátku průvodu, které vás pak vtáhne na kouzelnou cestu před tím, než se vrátíte zpět, a nechá vás to s náladou jako: 'To bylo fantastické. Kdy to znovu podnikneme? (When can we do this again?)'"

## Videoklip
Ve videu zpívá Adam Young a kolem sebe má hrací automaty na arkádové hry. Chvílemi se ale ocitá přímo ve hře. Také jsou promítány záběry z filmu. Videoklip byl zveřejněn na YouTube 26.10.2012. Režisérem byl Matt Stawski. Ve stejný den bylo na YouTube vydáno rovněž video "Owl City - Behind the Scenes of When Can I See You Again?", kde je více popsána tvorba videoklipu.
V interview pro AOL Music Adam uvedl: "Nejvtipnější bylo stát před automatem s těmi pákami a hodit tam čtvrťák. Je skvělé být zpět a cítit se, jako když mi bylo dvanáct a hrál jsem arkády."

## Žebříčky
| Žebříček                             | Umístění |
| ------------------------------------ | -------- |
| Kanada - Canadian Hot 100            | 78       |
| USA - Bubbling Under Hot 100 Singles | 11       |